# Mikael Cederbratt
Ingemar Mikael Cederbratt, född 20 april 1955 i Färgelanda, död 6 maj 2020 i Strömstad, var en svensk poliskommissarie och politiker (moderat). Han var ordinarie riksdagsledamot 2006–2018, invald för Västra Götalands läns norra valkrets.

## Biografi
Cederbratt var utbildad polis. Han började på Polisskolan 1976 och tjänstgjorde som polisman i Stockholm, Uddevalla, Lysekil och Strömstad. År 1995 tillträdde han en poliskommissarietjänst i Strömstad vilken han sedan 2000 var tjänstledig från.
År 1988 valdes Cederbratt in i kommunfullmäktige i Strömstads kommun där han tjänstgjorde i tolv år. Från 1991 till 1999 var han ordförande i kommunens barn- och utbildningsnämnd respektive omsorgsnämnd. Han har även varit ordförande och vice ordförande i Bohustrafikens styrelse (1992–1998) och, då nya länet Västra Götaland bildades, Västtrafiks första ordförande. Från 2000 till 2006 var Cederbratt regionråd i Västra Götalands läns landsting (Västra Götalandsregionen) med ansvar för sjukvårdsfrågor.

### Riksdagsledamot
Cederbratt var ordinarie riksdagsledamot 2006–2018. I riksdagen var han ledamot i socialförsäkringsutskottet 2006–2018 och ledamot i Europarådets svenska delegation 2010–2014. Cederbratt var även suppleant i EU-nämnden, justitieutskottet och socialutskottet.
Vid sidan av riksdagsuppdraget var han ledamot av Hälso- och sjukvårdens ansvarsnämnd samt ledamot av Migrationsverkets insynsråd. År 2009 tillsatte migrationsminister Tobias Billström en statlig utredning avseende cirkulär migration som hade till uppgift att kartlägga och redovisa migrationens positiva effekter; Cederbratt och Anna Kinberg Batra var Moderaternas representanter i utredningskommittén (Kommittén för cirkulär migration och utveckling) som leddes av miljöpartisten Mikaela Valtersson.